# Суанов, Ким Семёнович
Ким Семёнович Суа́нов (1940, Алагир, Северо-Осетинская АССР — 29 мая 1995, Владикавказ) — советский и российский эстрадный певец (тенор). Заслуженный артист России (1993).

## Биография
Родился в 1940 году, в г. Алагир Северо-Осетинской АССР, в осетинской семье Семёна Борисовича (1917—1986) и Екатерины Хасакоевны (1914—1991) Суановых. Отец работал директором типографии, затем в Алагирском РК КПСС.
В 1954 году впервые вышел на сцену. По окончании 8 класса средней школы поступил в Орджоникидзевское музыкальное училище, по классу хорового дирижирования, но вскоре ушёл из училища, и вернулся в школу.
Окончив школу в 1961 году, поступил в Саратовскую государственную консерваторию им. Л. В. Собинова, на вокальный факультет.
В 1962 году призван в ряды Советской армии. Служил на Тихоокеанском флоте, на атомной подводной лодке. В 1965 году по направлению политотдела ТОФ был принят в  эстрадный оркестр флота "Чайка"  и в его составе стал лауреатом Фестиваля художественного творчества советских воинов, посвященного 20-летию Победы советского народа в Великой Отечественной войне.  После увольнения в запас  окончил консерваторию, и направлен солистом в Северо-Осетинскую филармонию. В это же время выступает в таких ВИА, как «Поющие электроны», «Казбек», «Джигиты ритма». В 1977 году удостоен звания «Народный артист СОАССР». Побывал на гастролях в таких странах, как Польша, Германия, Норвегия, Сирия, Иордания, Мозамбик, Япония, Сингапур, Индонезия. С 1989 года — художественный руководитель Государственного национального эстрадного оркестра Министерства культуры Северо-Осетинской АССР.
В 1993 году присвоено звание «Заслуженный артист России».
29 мая 1995 года погиб в автокатастрофе. Похоронен на Аллее Славы во Владикавказе.

## Награды
- Юбилейная медаль "20 лет Победы над Германией"
- Заслуженный артист СОАССР
- Народный артист СОАССР (1977)
- Заслуженный артист РФ (1993)
- 1-я премия на конкурсе «Советская песня»

## Память
- Государственный эстрадный (джазовый, микс) оркестр им.Кима Суанова.
- Улица им.Кима Суанова город Моздок,
- Переулок Кима Суанова город Алагир.